# トリノフンダマシ類
トリノフンダマシ（鳥の糞騙し）は、コガネグモ科に属するクモの仲間である。その姿が鳥の糞に見えるものがあることから、その名がある。

## 特徴
節足動物門クモ綱クモ目コガネグモ科に属する。熱帯系のクモの仲間であり、日本ではトリノフンダマシ属が約5種、近縁のサカグチトリノフンダマシ属が3種類知られている。いずれも興味深い姿をしている。
最も普通に見られるのは、トリノフンダマシである。本州中部以南に分布し、それほど珍しい種ではないが、一般には目にすることはほとんどない。
雌は体長が1cm程度、腹部はハート形で、白っぽい。ハートのくぼんだ部分の下側に頭胸部がつながる。頭胸部と歩脚は薄い褐色で、足を折り曲げて、頭胸部に添えると、背面からは腹部に隠れて見えにくくなる。昼間に観察すれば、低木や草の葉の裏面に、足を縮めた姿でじっとしているのが見つかる。
腹部はほぼ白色で、両肩に当たる部分が軽く盛り上がる。その部分に白と灰色のまだらがある。腹部の表面は非常につやがあり、一見するとまるで濡れて光っているかのように見える。特に白と灰色のまだらの部分は、尿酸が流れたようになった鳥の糞にも見える。これが鳥の糞騙しの名の由来である。

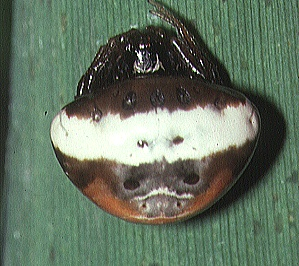
シロオビトリノフンダマシ雌成虫

他の種では、オオトリノフンダマシとシロオビトリノフンダマシが鳥の糞に似ている。オオトリノフンダマシはトリノフンダマシによく似ており、腹部がやや黄色みを帯びることと、腹部の形等が異なる。シロオビトリノフンダマシは横に長い楕円形の腹部で、中央に白い帯、その後部に黄褐色の部分がある。いずれもつやがあって、濡れた糞に見える。
それ以外の種は、糞には見えない。クロトリノフンダマシは真っ黒で、糞から出た種子に見えると言う人もいる。腹部後方が赤くなる個体があり、かつてはソメワケトリノフンダマシと呼ばれた。アカイロトリノフンダマシは、真っ赤な腹部に白い水玉模様が並び、腹部の横両端に黒い斑点が1つずつ出る。
近縁のものに、サカグチトリノフンダマシ属があり、国内に3種が知られている。サカグチトリノフンダマシは、丸い腹部が黄色で、白い水玉模様がある。ツシマトリノフンダマシは赤に黒の水玉模様である。

## 外見の意味
鳥の糞に似た外見は、1齢のチョウの幼虫等に多く見られるのと同じく隠蔽型擬態であると考えられる。鳥の糞を好んで食べるクモの捕食者はいないからである。
これに対し、攻撃型擬態とする説もあった。チョウやハエなどには、糞の汁を吸うために鳥の糞に近寄ってくるものがある。鳥の糞に似た外見を持つことによって、そのような習性を持つ昆虫をおびきよせて捕まえている、と考えられたのである。
後で述べるように、トリノフンダマシは夜行性で、夜に網を張ることが判明したので、攻撃型擬態との判断は、現在では考えられていない。
後付けであるが、この説には疑問が多かった。まず、トリノフンダマシは葉の裏面に止まっていることが多い。これでは糞に擬態した意味がない。また、コガネグモ科は普通は網を張って餌をとる仲間であるので、そのような匍匐性のクモのような餌の取り方をするのも妙である（そのような例がない訳ではないが）。
一方、特にオオトリノフンダマシの腹部には、カマキリの頭部の複眼、触角の基部、顎に似た模様がある。生態的な意義は証明されていないが、クモを捕らえる小型のハチをカマキリが捕食する事は事実である。
アカイロトリノフンダマシやサカグチトリノフンダマシについては、テントウムシ類に擬態している可能性がある。テントウムシ類には、悪臭のある液を出すものがある上、派手な色は警戒色である可能性があるから、それに擬態するものがあって不思議はない。ただし、この場合も攻撃的擬態ではないことになる。
なお、鳥の糞の姿に攻撃的擬態しているとされるクモはカニグモ科にある。日本ではカトウツケオグモというクモがそれらしい姿である。熱帯系の珍種で、体はでこぼこで刺が生え、腹部もでこぼこだらけだが、つやがある。体色は黒っぽいオリーブ色で、あちこちに白い部分がある。草の葉の上面にとまっていると、鳥の糞に見えなくもない。

## 網と生活
トリノフンダマシ類が、実は夜行性で、夜になると網を張ることが分かったのは、1950年代である。萱嶋泉、大熊千代子による夜間観察の結果である。
彼らの網は、水平円網であるが、ちょっと変わった特徴がある。非常に目が粗く、直径が1m近くになるのに、縦糸は10本ほど、横糸もそれくらいしか張らない。しかも、横糸は螺旋ではなく、ほとんど同心円に（実際にはわずかにずれる）張られている。また、横糸は大きくたるんでいる。これは、足場糸を張らず、必ず中心を経過して次の縦糸へと糸を張って行くためとも見られる。横糸には粘球がずらりと並んで、白っぽく光って見えるが、縦糸に接続する部分だけは粘球が着いていない。横糸に昆虫がかかると、横糸はどちらかの端で切れて、縦糸から昆虫がぶらさがる形になる。クモは縦糸に沿ってやって来ると、横糸を手繰って虫を吊り上げるようにする。この網にかかる昆虫は、ガが多いことが知られている。
近年、ナゲナワグモの習性とトリノフンダマシの習性の関連が問題になっている。ナゲナワグモは、先端に粘液球をつけた糸を、足先にぶら下げ、虫が近づくとそれを振って虫にくっつけ、吊り上げて食べる。このクモの餌が特定のガの、しかも雄だけであることが判明し、そこから、ガのフェロモンに擬態した物質でガを誘引していることが判明した。そこで、トリノフンダマシの横糸で虫を吊り上げるやり方から、次第に縦糸横糸を減らし、ついに横糸1本を手に持ってぶら下げるようになったと見るのである。トリノフンダマシ類の場合も、獲物はガが中心であることが知られている。そこで、トリノフンダマシ類も疑似フェロモンを持っているのではないかという説もある。しかし、そうではないとする意見もある。ナゲナワグモの場合に比べ、獲物とするガの範囲がはるかに広いとの観察があるからである。

## 産卵と成長
トリノフンダマシ類の雄は、雌に比べてはるかに小さく、3mm位しかなく、模様もはっきりしない。産卵は、低木の枝先などに卵嚢をつける。卵嚢は、種類によって形が異なるが、本体は球形から紡錘形で、柄があってぶら下がる。中で幼虫が孵化すると、袋の壁に小さな穴を空けて出て来る。
近年になって、トリノフンダマシ類の幼虫の摂食行動が判明した。網を張らず、葉の先やそこからぶら下がるなどして待機し、前足を大きく広げて構え、近づいて来る小型の昆虫を直接に捕まえていると言う。コガネグモ科にも、同様の捕獲法を用いるクモもあるし、幼虫と成虫で捕虫法が異なるクモもある。しかし、幼虫が網を張らず、成虫になって張り出すものは珍しい。どのような理由によって、このようなことが起きているかは、今のところ納得のできる説がない。

## 分類
- コガネグモ科
  - トリノフンダマシ属

トリノフンダマシ
オオトリノフンダマシ
シロオビトリノフンダマシ
クロトリノフンダマシ
アカイロトリノフンダマシ
- - サカグチトリノフンダマシ属

サカグチトリノフンダマシ
ツシマトリノフンダマシ